# Polystachya zambesiaca
Polystachya zambesiaca är en orkidéart som beskrevs av Robert Allen Rolfe. Polystachya zambesiaca ingår i släktet Polystachya och familjen orkidéer. Inga underarter finns listade i Catalogue of Life.